# メディア級駆逐艦
メディア級駆逐艦（英語: Medea-class destroyer）は、イギリス海軍の駆逐艦の艦級。第一次世界大戦勃発に伴い、ギリシャ海軍向けに建造していた艦を緊急購入したものである。

## 来歴
1913年の第一次バルカン戦争において、ギリシャ海軍は積極的な作戦行動を展開し、後に「全ギリシャ艦隊の活動は、同盟軍の勝利の最も重要な要素であった」と評された。しかしこのため、来るべき次の戦争では、オスマン帝国海軍が挽回を図って積極攻勢に出ることが懸念されたことから、戦後のギリシャは、更なる海軍の戦力拡充を図ることとなった。1913年末、チャタム級に準じた設計の軽巡洋艦2隻と、アドミラルティM級に準じた設計の駆逐艦4隻がイギリスの造船所に発注され、建造が開始された。
しかし1914年の第一次世界大戦勃発に伴い、イギリス海軍は、国内の民間造船所で建造中の輸出用軍艦を緊急購入して、戦力の強化を図ることとした。これに伴って、ギリシャ海軍が建造中だった上記の軍艦も購入され、イギリス海軍に編入された。このうち、駆逐艦として購入されたのが本級である。なお軽巡洋艦はバーケンヘッド級となった。

## 設計
上記の経緯より、設計面ではアドミラルティM級と類似している。相違点として、1番煙突を増高し、2番砲の装備位置を1・2番煙突の間に移設、また無線空中線の展開のため後檣を延長した点がある。また機関部も、ボイラー室を2室に分け、機械室を間に挟んだ配置としているほか、艤装にも差異がある。速力は32ノットで、オリジナルのアドミラルティM級よりも若干遅かった。
艦砲はアドミラルティM級と同様に4インチ砲を3門搭載している。当初は応急的に50口径10.2cm砲（BL 4インチ砲Mk.VII）を搭載していたが、後にL級（ラフォーレイ級）以降の駆逐艦で標準装備となっていた40口径10.2cm砲（QF 4インチ砲Mk.IV）に換装した。
水雷兵装はアドミラルティM級の装備を踏襲しており、53.3cm連装魚雷発射管2基を搭載した。

## 同型艦
ギリシャ海軍時代にはエーゲ海に浮かぶギリシャ領の島々の名を艦名としていたが、イギリス海軍が緊急購入して以降はギリシャ神話に登場する「M」を頭文字とする女性・女神の名を冠している。
第一次世界大戦においては1隻が事故で失われたほか、大戦を生き延びた3隻もギリシャ海軍への引き渡しは行われること無く、1921年にスクラップとして売却解体された。
| 艦名 ※ギリシャ  | 由来       | 艦名 ※イギリス           | 由来         | 造船所           | 起工          | 進水            | 就役           | その後                                                                                             |
| --------------- | ---------- | ------------------------ | ------------ | ---------------- | ------------- | --------------- | -------------- | -------------------------------------------------------------------------------------------------- |
| クリティ Κρήτη  | クレタ島   | メディア HMS Medea       | メーデイア   | ジョン・ブラウン | 1914年 4月8日 | 1915年 1月30日  | 1915年 5月     | 1921年5月9日、スクラップとして売却。                                                               |
| レスボス Λέσβος | レスボス島 | メデューサ HMS Medusa    | メドゥーサ   | ジョン・ブラウン | 1914年        | 1915年 3月27日  | 1915年         | 1916年3月25日、シュレースヴィヒ沖にて 友軍駆逐艦ラブロック（HMS Laverock）との衝突事故により沈没。 |
| ヒオス Χίος     | ヒオス島   | メランポス HMS Melanpus  | メラムプース | フェアフィールド | 1914年        | 1914年 12月16日 | 1915年 6月29日 | 1921年9月22日、スクラップとして売却。                                                              |
| サモス Σάμος    | サモス島   | メルポミニ HMS Melpomene | メルポメネー | フェアフィールド | 1914年        | 1915年 2月1日   | 1915年 8月16日 | 1921年5月9日、スクラップとして売却。                                                               |